# روبرت هارولد ديفيدسون
روبرت هارولد ديفيدسون (بالإنجليزية: Robert Harold Davidson)‏ هو ضابط أمريكي، ولد في 15 يناير 1919 في سبرينغفيلد في الولايات المتحدة، وتوفي في 10 أكتوبر 1982 في ليتشفيلد في الولايات المتحدة.